# Mabel Jansen
Pour les articles homonymes, voir Jansen.
Martha Mabel (Péllissier) Jansen (née à Bethulie le 1er novembre 1889 et morte le 8 janvier 1979 à Pretoria en Afrique du Sud) est un auteur, une journaliste, une intellectuelle et une femme politique sud-africaine qui a notamment milité pour la promotion de l'afrikaans. Membre active du parti national, elle fut également l'épouse de Ernest George Jansen, le dernier gouverneur général de l'Union de l'Afrique du Sud.

## Origines
Martha Pellissier est la fille de Samuel Henri Pellissier et la petite-fille de Jean Pellissier, un missionnaire français de la London Missionary Society, arrivé dans la Colonie du Cap en 1831 et qui s'était établi dans le sud de l'état libre d'Orange. Du côté maternel, également d'ascendance française et huguenote, elle est la fille de Louise Roux et la petite fille du révérend Piet (Pierre) Roux, fondateur de l'Église réformée hollandaise à Smithfield dans l'état libre d'Orange.
Martha Pellissier a aussi pour frères, Samuel Henri Pellissier (1887-1978), fondateur du Mouvement Volkspele, et George Murray Pellissier (1881-1954), futur ministre de l’église réformée néerlandaise et professeur de théologie à la faculté de théologie de l'Université de Pretoria.
Martha Pellissier effectue ses études à Béthulie puis à Riversdale et enfin à Paarl où elle est première à l'examen du certificat d'études supérieures. Elle poursuit des études en grec et latin au collège Huguenot de Wellington et devient enseignante, professeur à l'Institut de formation de Pietermaritzburg.
En 1912, elle épouse Ernest George Jansen, un avocat très impliqué dans le combat linguistique et culturel en faveur de l'afrikaans et fondateur de la Société littéraire de Pietermaritzburg et du Comité du Musée Voortrekker. De cette union nait un enfant, Louis Jansen (1918-2011).

## Militante de l'Afrikaans

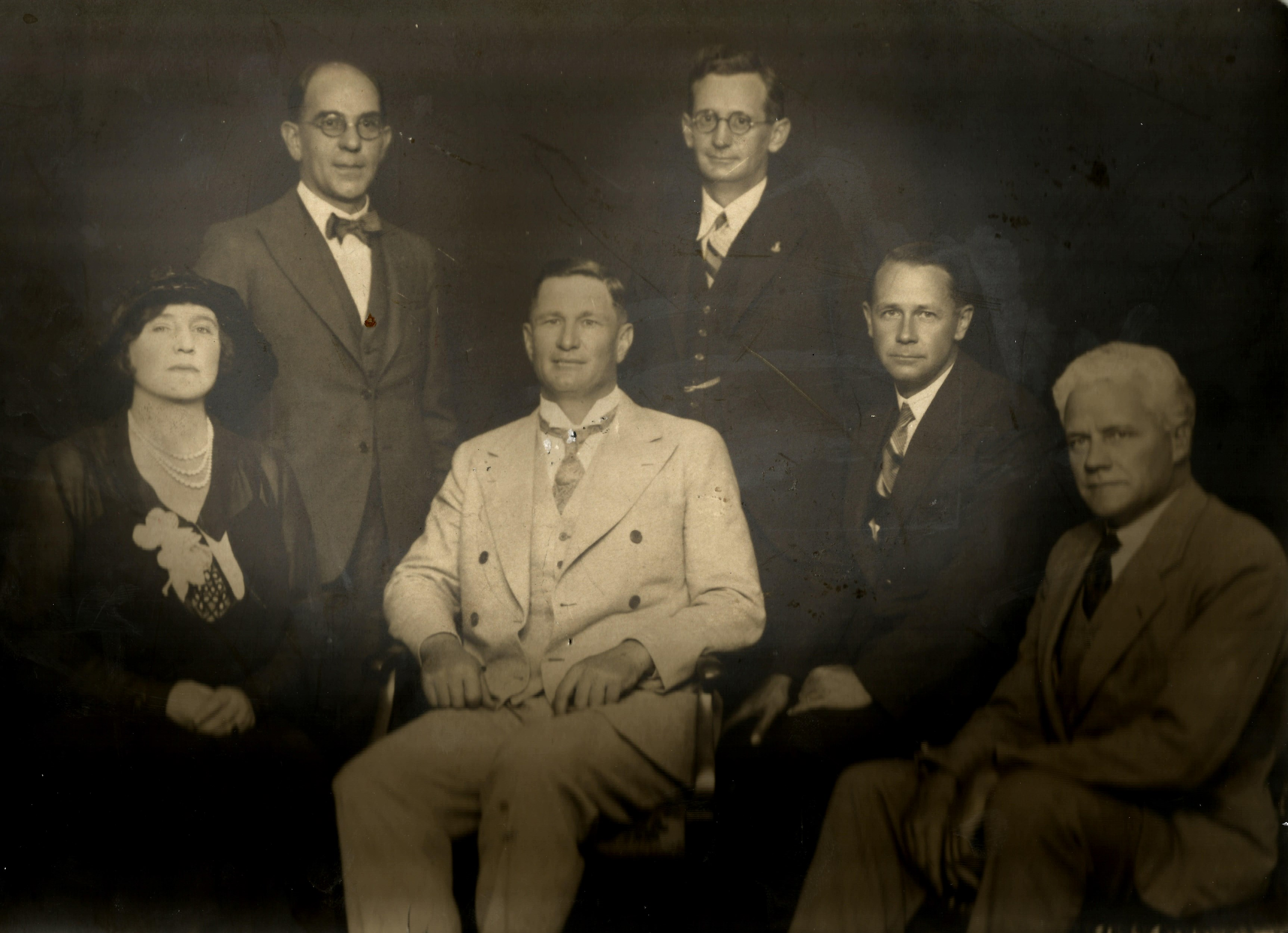
Comité exécutif de la Fédération des organisations culturelles afrikaans en 1929 : Mabel Jansen, I.M. Lombard, Dr. N.J. van der Merwe (président), L.J. Erasmus, T.J. Hugo (vice-président) et E.C. Pienaar.

La vie de Martha Jansen est marquée par son implication dans le combat linguistique en faveur de l'afrikaans, en particulier dans l'enseignement. Elle est ainsi coauteur de l'un des premiers livres de grammaire en afrikaans.
Avec son mari, elle s'implique également dans la sauvegarde et la restauration de l'église du vœu à Pietermaritzburg ainsi que dans la réalisation du Musée Voortrekker.
En 1917, elle cofonde die Saamwerk-unie van Natalse Vereniginge (l'Union de coordination des associations du Natal).
En 1920, elle est la première femme membre de l'Académie sud-africaine pour la langue, la littérature et les arts. Elle soutient activement son mari dans ses activités politiques au sein du mouvement Voortrekker, dont elle est l'une des fondatrices, avant d'en devenir le chef provincial pour le Natal en 1931 puis le chef-adjoint pour le Transvaal.
Caractérisée par une forte personnalité et par sa détermination, elle s'investit dans de nombreux comités culturels afrikaners tels que le comité Kruger, le Comité du drapeau de l'Union ou encore le Comité des archives. Elle devient la première femme membre du conseil exécutif de la Fédération des organisations culturelles afrikaans fondée en 1929.

## Écrivain
Martha Jansen fait ses débuts d'écrivain en 1914 avec le mélodrame historique Cœurs afrikaners (Afrikaner Harte), plus tard publié sous le titre Cœurs d'Afrique. Le livre est loin d'être inoubliable et s'inscrit dans la vogue littéraire de la littérature afrikaans de l'époque centrée sur l'émergence d'une conscience nationale afrikaner. Elle publie par la suite des histoires socio-réalistes (Die veldblommetjie ou le champ de marguerite en 1919) et dans le même genre, Sommerso (1940) et Erfenis (1940). Elle publie également Die onnut (1923), une pièce pour enfants, et un livre de cuisine, Vrugte-heerlikheid: meer as duisend maniere om Suid-Afrikaanse vrugte voor te berei (La gloire des fruits: plus d'un millier de façons de préparer les fruits d'Afrique du Sud), en 1942.

## Journaliste
Employée par Nasionalepers, Martha Jansen tient à partir de 1919 une rubrique dans die Landbouweekblad (l'hebdomadaire de l'agriculteur) où elle évoque aussi bien les questions linguistiques que celles concernant la choses de la maison (cuisine, maintien de la maisonnée ...) dans un esprit très traditionnel et conservateur.
En 1936, elle est étroitement associée à la création de Voortrekkerpers, un groupe de presse concurrent de Nasionalepers, et à la publication de son journal phare, Die Transvaler.

## Militante politique

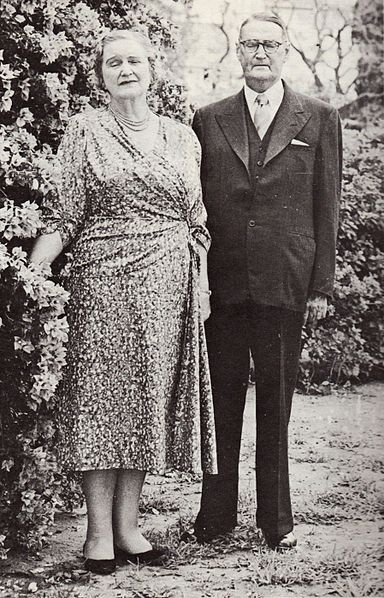
Mabel Jansen et son mari, Ernest Jansen, en 1953.

Son combat culturel se double d'un combat politique. 

Dès 1915, elle accompagne et assiste son mari durant ses campagnes électorales. En 1923, elle fonde la section féminine du parti national dans la province du Natal. Elle en devient le chef provincial et est élue en 1933 chef adjointe du Parti national au Natal et membre du Conseil fédéral. À la suite de la fusion du parti national avec le parti sud-africain pour former le parti uni, elle reste fidèle au parti national résiduel, dorénavant mené par Daniel François Malan alors que son mari, Ernest Jansen, rejoint le parti uni dirigé par James Barry Hertzog. Mabel Jansen, qui est alors l'un des 7 membres du conseil fédéral à refuser la fusion, joue un rôle de premier plan dans la reconstruction de la section du parti national au Transvaal.
En 1938, Mabel Jansen se présente pour la première fois à des élections générales dans la circonscription nord du Rand mais avec 23,9 % des voix est sèchement battue par Abraham de Kock, le candidat du parti uni (55,9%).
En 1939, son mari rompt avec le parti uni et revient au parti national. Il perd son mandat de député lors des élections générales de 1943 mais revient au parlement en 1947 à la suite d'une élection partielle dans la circonscription de Wolmaransstad.
Ministre dans le gouvernement Malan, il devient, en 1950, Gouverneur général d'Afrique du Sud, fonction qu'il occupe jusqu'à sa mort en 1959.
Mabel Jansen réside par la suite à Irène, dans la banlieue de Pretoria. En 1975, le Premier ministre John Vorster lui rend un hommage public à l'occasion de son 86e anniversaire. En 1976, le président Nicolaas Johannes Diederichs lui décerne la décoration pour service méritoire.
Elle meurt le 8 janvier 1979 à l'âge de 89 ans. Elle est alors saluée par le Premier ministre Pieter Botha comme ayant été « l'une des grandes figures féminines de l'histoire de notre nation » (cité dans le Transvaler du 9 janvier 1979).

## Sources et liens externes
- Biographie

- (af) Cet article est partiellement ou en totalité issu de l’article de Wikipédia en afrikaans intitulé « Mabel Jansen » (voir la liste des auteurs).